# Le Détraqué
Le Détraqué (The Mad Bomber) est un film américain de série B réalisé par Bert I. Gordon, et sorti en 1973. 

## Synopsis
Los Angeles. Des bombes éclatent dans la ville. En même temps, et parfois au mêmes endroits, des femmes sont violées. Seul de toute la brigade de police chargée de l'enquête, l'inspecteur Géronimo comprend qu'il s'agit de deux hommes différents, dont l'un a dû voir le poseur de bombes. Désavoué par ses chefs, Géronimo poursuit sa propre enquête...

## Fiche technique
- Titre : Le Détraqué
- Titre original : The Mad Bomber
- Réalisation : Bert I. Gordon
- Assistant réalisateur : George Wagner
- Scénario : Bert I. Gordon d'après une histoire de Marc Behm
- Musique : Michael Menton
- Montage : Gene Ruggiero
- Durée : 90 minutes
- Format : Couleur - 1.85:1- Mono
- Lieux de tournage : Los Angeles
- Interdit aux moins de 12 ans en France lors de sa sortie
- Dates de sortie : 
  - États-Unis : avril 1973
  - France : 13 décembre 1973

## Distribution
- Chuck Connors : (VF : Jean Claude Balard) : William Dorn
- Vince Edwards (VF : Edmond Bernard) : Geronimo Minneli
- Neville Brand : (VF : Claude Bertrand) : George Fromley
- Hank Brandt : Blake
- Christina Hart : la victime de Fromley
- Faith Quabius : Martha

## Autour du film
- Le film est sorti sous différents titres dont :

 États-Unis : The Mad Bomber
 Allemagne : Aus der Hölle gespuckt puis Einer wird Bluten
 Italie : Mad Bomber, l'uomo sputato dall'inferno
 France : The Police Connection et Détective Geronimo, ainsi que Le Détraqué (surtout lors de son édition en vidéo)
- Ce film fut édité sous plusieurs éditions en VHS, mais pas encore en DVD.